# Ієн Ренкін
Іен Джеймс Ренкін (народився 28 квітня 1960 року) — шотландський автор детективів, широко відомий як автор новел про інспектора Ребуса. Має нагороду Орден Британської імперії, член Королівського літературного товариства,  стипендіат Королівського товариства Единбурга.

## Життя
Ренкін народився в Кардендені, Файф. Його батько Джеймс, володів продуктовим магазином, а мати Ізабель — працювала в шкільній їдальні. Навчався у Beath High School, Cowdenbeath. Для його батьків стало несподіванкою, що їхній син обрав для вивчення в університеті факультет літератури, батьки очікували, що він навчатиметься торгівлі. Його наміри стосовно освіти підтримав його вчитель англійської мови. У 1982 році Ренкін закінчив Единбурзький університет і залишився працювати в докторантурі Мюріель Спарк, але не завершив розпочате. Він був викладачем університету і досі є учасником премії James Tait Black Memorial Prize. Йому довелося жити в Тоттенхемі, Лондон, протягом 4 років, вже потім він переїхав до Франції, де прожив 6 років. Саме у Франції він продовжив і розпочав свою повноцінну письменницьку діяльність. Як написав про себе сам Ренкін, перед тим як стати на шлях письменника-новеліста йому довелося працювати вибирачем винограду, свинарем, податківцем, дослідником алкоголю, hi-fi журналістом, секретарем коледжу та панк-музикантом у групі «Танцюючі Свині». Ренкін повернувся з Франції до Единбурга в 1996 році, де наразі мешкає зі своєю родиною.

## Кар'єра
Наразі Ренкін відомий більшості читачів за серією детективних романів про інспектора Ребуса. Ренкін не ставив собі за мету бути автором романів про злочини. Він вважав, що його перші твори — «Хрестики-нулики», «Хованки» були мейн-стрім книжками, що водночас відповідають шотландським традиціям Роберта Льюїса Стівенсона і навіть Мюріель Спарк. Він навіть був збентежений тим, що його книжки класифікували до жанру фантастики.